# Frailes del Tepeyac
Los Frailes del Tepeyac son el equipo representativo del Colegio y Universidad del Tepeyac, principalmente en la disciplina del fútbol americano, con sede en la Colonia Lindavista de la Alcaldía Gustavo A. Madero al norte de la Ciudad de México. Su categoría Mayor, fue creada en 1990 bajo el mando del ya fallecido entrenador Alberto de León.
Los Frailes participaron desde 1990 hasta 1993 en la extinta Liga CONAFADEM, donde lograron su primer campeonato en la categoría mayor en su año de debut ante los Borregos Salvajes del ITESM campus Torreón por marcador de 6 a 0 en el Ejido de Oro; a partir de 1994 y hasta la fecha, han participado en la liga ONEFA; únicamente en el año 2021 debido a la pandemia y la falta de presupuesto, declinaron su participación.
Dentro de la liga ONEFA, ha participado en diversas conferencias como la Nacional, del Centro y actualmente Centro Sur que son de ascenso y en las de los 8, 10 o 12 Grandes así como divisiones nombradas "Edwin Arcenau" y "José Roberto Espinoza" dentro del máximo circuito.
En el año 2002 obtuvieron el campeonato de ascenso de la Conferencia Nacional al derrotar por marcador de 26 a 13 como visitantes a los desaparecidos Pieles Rojas IPN (actualmente Burros Blancos Zacatenco) en el Estadio de los Perros Negros de Naucalpan del Ejido de Oro en el Estado de México.
Se caracteriza por ser un equipo en constante reconstrucción que en los últimos años se ha mantenido entre las mejores escuadras de la Ciudad de México, desplazando en algunas temporadas a los históricos equipos de las universidades públicas de la capital.
El programa de fútbol americano del Colegio y Universidad del Tepeyac incluye a las categorías infantiles y juveniles que han fungido como semilleros y han dado diversos campeonatos a lo largo de muchas décadas, sobresaliendo los campeonatos en las ligas CONFACI, CONAJUVE y ONEFA además de tener una presencia sobresaliente en las categorías donde participan exalumnos y exjugadores de nivel universitario denominadas Master, Arena y Veteranos, donde han logrando diversos campeonatos.
En la categoría Master, nacida en el año 2004, han logrado tres campeonatos, el primero de ellos ocurrió en el año 2012 al vencer en la final de la liga CONFAO a los Cherokees Master de Culhuacán por marcador de 13 a 7 en el Estadio "Dr. Jacinto Licea" al oriente de la capital; sus segundo título fue en el año 2016 ante Panteras Negras Master y su tercer coronación en 2019 ante las Hormigas Rojas de Azcapotzalco partido celebrado en el Estadio del Casco de Santo Tomás del IPN, ambos en la liga LEXFA; también ha logrado subcampeonatos, en 2006 contra Mastines Negros Master, en 2007 contra Osos Master del Colegio Americano y 2018 ante Hormigas Rojas de Azcapotzalco.
Para la categoría Arena, ha sido campeones únicamente en el año 2008 en la liga LEXFA al vencer en la final al equipo de Revolver de Balbuena.
En su categoría Veteranos lograron también coronarse campeones en 2012 al vencer como visitantes por marcador de 24 a 18 a los Mastines Negros Veteranos, encuentro celebrado en el Centro Universitario México, ubicado en la colonia del Valle de la CDMX.
El equipo de Frailes ha sido el único en el país que ha tenido prácticamente todas las categorías de fútbol americano a lo largo de su historia que inició desde 1951, incluyendo al gran equipo representativo para la categoría femenil equipadas llamadas "Frailes Blitz" quienes han logrado diversos campeonatos en su corta pero exitosa historia, al llegar cinco veces seguidas a la final, de las cuales han conseguido cuatro campeonatos y un subcampeonato, siendo tricampeonas en la Temporada de Otoño en 2012.
Con el paso de las décadas, se les ha conocido principalmente como "Rojos de Lindavista, "Rojos del Tepeyac" o "La Marabunta Roja".
A lo largo de su historia de más de 30 años en la categoría mayor, han tenido diversos entrenadores provenientes de diversas instituciones históricas del fútbol americano en nuestro páis como Alberto de León, Antonio Rojí (Cóndores UNAM CU), Arturo "Centella" Rodríguez Muñóz, Julio González (Guerreros Aztecas UNAM), Joaquín "Cobra" Juárez (Águilas Blancas IPN) quien entrenó al equipo durante tres diferentes gestiones, su hermano Horacio Juárez (Águilas Blancas IPN), Gustavo "Ratero" Islas Romo, Luis Manuel Silva, Héctor Rivera (Aztecas UDLA) y Héctor Toxqui Cuahuizo (Aztecas UDLA).
Su entrenador actual, Adán "Petus" Tapia Gómez (Panteras UAM), se encuentra al mando del programa de fútbol americano institucional a partir de la temporada 2017 que incluye desde las categorías infantiles hasta la categoría mayor. 
La sede actual de las categorías Intermedia y Mayor del equipo de Lindavista para el 2022 es el estadio MCA Jaime Labastida Islas del Club Redskins A. C. en el Ejido de Oro pero a lo largo de su historia, han ocupado diversas sedes al carecer de un estadio propio e instalaciones dignas, entre los diversos estadios que han utilizados, encontrarmos el de los Comanches A.C. en Atizapán de Zaragoza, el Estadio Manuel Rodero de la Tribu Naranja A. C. también en el Ejido de Oro y el de la Unidad Deportiva Sierra Hermosa en Tecámac, todos ellos en el Estado de México y en la Ciudad de México: El Estadio Joaquín Amaro en el Campo Militar N° 1 y los del Deportivo Miguel Alemán (donde actualmente entrenan todas sus categorías), el apodado "Monasterio" del Deportivo Hermanos Galeana, ambos en la Alcaldía Gustavo A. Madero y el Deportivo Venustiano Carranza en la alcaldía del mismo nombre.
A pesar de ser prácticamente el tercer equipo más antiguo del país, el cual comenzó con su categoría juvenil en el año de 1951, es el único equipo de toda la Liga ONEFA que no cuenta con un campo de entrenamientos ni campo de juegos propio.
Para 2024, la categoría mayor celebra su temporada número 35 aunque en los años 2020 no hubo temporada y 2021 no participaron por falta de recursos financieros aún cuando se entrenó de manera habitual desde principios de cada año.
Últimos resultados por año:

- 1998: Conferencia Nacional: 2 G - 4 P (HC Joaquín "Cobra" Juárez).

- 1999: Conferencia Nacional: 4 G - 3 P (HC Julio González).

- 2000: "Temporada de Fútbol Americano en el Nuevo Milenio Manuel "Pibe" Vallari Rubio", Conferencia Nacional, Grupo A: 2 G - 4 P (HC Julio González).
Pretemporada: 1 G - 2 P.
Scrimmage 1: Frailes UT 16 - 19 Leones UAS.
Scrimmage 2: Toros Salvajes UACh 27 - 16 Frailes UT.
Scrimmage 3: Venados UAEM 00 - 40 Frailes UT.
Temporada: 2 G - 4 P.
Semana 1: Frailes UT 46 - 00 Zorros ITQ.
Semana 2: Correcaminos UAT Ciudad Victoria 21 - 16 Frailes UT.
Semana 3: Pieles Rojas IPN 13 - 06 Frailes UT.
Semana 4: Frailes UT 07 - 24 Gamos CUM.
Semana 5: Frailes UT 19 - 21 Cherokees UVM.
Semana 6: Bye.
Semana 7: Potros Salvajes UAEM 07 - 19 Frailes UT.

- 2001: "Temporada dedicada a los 450 años de la fundación de la UNAM" Conferencia Nacional, Grupo B:  5 G - 0 P y 2 G - 1 P en postemporada logrando el subcampeonato (HC Joaquín "Cobra" Juárez).
Pretemporada: 1 G - 2 P.
Scrimmage 1: Pumas UNAM FES Acatlán 07 - 10 Frailes UT.
Scrimmage 2: Pumas UNAM CU 39 - 00 Frailes UT.
Scrimmage 3: Frailes UT 19 - 20 Leones UAS. 
Temporada: 5 G - 0 P.
Semana 1: Cherokees UVM 22 - 37 Frailes UT.
Semana 2: Frailes UT 37 - 00 Potros Salvajes UAEM.
Semana 3: Centinelas CGP 07 - 21 Frailes UT.
Semana 4: Panteras Negras UAM Iztapalapa 21 - 24 Frailes UT.
Semana 5: Frailes UT 70  - 00 Venados UAEM (*Marcador y blanqueada más grande a favor).
Postemporada: 2 G - 1 P.
*Cuartos de Final: Frailes UT 55 - 15 Cherokees UVM.
**Semifinal: Frailes UT 20 - 13 Pieles Rojas IPN.
***Final: Frailes UT 28 - 35 Lobos UAC.

- 2002: Conferencia Nacional: 6 G - 1 P y 3 G - 0 P en postemporada logrando el Campeonato 🏆 (HC Joaquín "Cobra" Juárez).
Temporada: 6 G - 1 P.
Semana 1: Potros Salvajes 00 - 24 Frailes UT.
Semana 2: Pieles Rojas IPN 17 - 00 Frailes UT.
Semana 3: Burros Pardos ITS 08 - 48 Frailes UT.
Semana 4: Frailes UT 41 - 07 Panteras Negras UAM Iztapalapa.
Semana 5: Frailes UT 34 - 00 Tecos UAG.
Semana 6: Leones UAS 16 - 21 Frailes UT.
Semana 7: Águilas UACh 06 - 44 Frailes UT.
Postemporada: 3 G - 0 P.
*Cuartos de Final: Frailes UT 34 - 00 Correcaminos UAT Campus Victoria.
**Semifinal: Pumas UNAM FES Acatlán 06 - 10 Frailes UT.
***Final: Pieles Rojas IPN 13 - 26 Frailes UT.

- 2003: Conferencia de los X Grandes: 2 G - 7 P (HC Joaquín "Cobra" Juárez).
Semana 1: Borregos Salvajes ITESM CEM - Frailes UT.
Semana 2: Auténticos Tigres UANL - Frailes UT.
Semana 3: Frailes UT - Borregos Salvajes ITESM CCM.
Semana 4: Frailes UT - Borregos Salvajes ITESM Toluca.
Semana 5: Frailes UT - 63 Borregos Salvajes ITESM Monterrey.
Semana 6: Borregos Salvajes ITESM Torreón - Frailes UT.
Semana 7: Frailes UT - Águilas Blancas IPN.
Semana 8: Pumas UNAM CU - Frailes UT.
Semana 9: Frailes UT - Aztecas UDLA.

- 2004: Conferencia de los X Grandes: 2 G - 7 P (HC Joaquín "Cobra" Juárez).
Semana 1: Frailes UT 12 - 36 Borregos Salvajes ITESM CEM.
Semana 2: Frailes UT 20 - 13 Auténticos Tigres UANL (Tiempo Extra).
Semana 3: Borregos Salvajes ITESM CCM 17 - 16 Frailes UT.
Semana 4: Borregos Salvajes ITESM Toluca 47 - 25 Frailes UT.
Semana 5: Borregos Salvajes ITESM Monterrey 49 - 07 Frailes UT.
Semana 6: Frailes UT 28 - 25 Pumas UNAM FES Acatlán.
Semana 7: Águilas Blancas IPN 46 - 14 Frailes UT.
Semana 8: Frailes UT 16 - 17 Pumas UNAM CU.
Semana 9: Aztecas UDLA 49 - 20 Frailes UT.

- 2005: Conferencia de los XII Grandes, División "Edwin Arcenau": 3 G - 6 P (HC Héctor Rivera).
Semana 1: Pumas UNAM CU 10 - 09 Frailes UT.
Semana 2: Frailes UT 07 - 35 Borregos Salvajes ITESM Monterrey.
Semana 3: Frailes UT 03 - 42 Borregos Salvajes ITESM Toluca.
Semana 4: Frailes UT 07 - 06 Centinelas CGP.
Semana 5: Águilas UACh 41 - 34 Frailes UT.
Semana 6: Frailes UT 20  - 06 Borregos Salvajes ITESM CCM.
Semana 7: Pumas UNAM FES Acatlán 10 - 40 Frailes UT.
Semana 8: Borregos Salvajes ITESM CEM 94 - 06 Frailes UT.
Semana 9: Auténticos Tigres UANL 28 - 00 Frailes UT.

- 2006: Conferencia de los XII Grandes, División "Edwin Arcenau":  3 G -  6 P (HC Héctor Rivera).
Semana 1: Frailes UT 20 - 23 Pumas UNAM CU (Tiempo Extra).
Semana 2: Borregos Salvajes ITESM Monterrey 34 - 00 Frailes UT.
Semana 3: Frailes UT 07 - 35 Borregos Salvajes ITESM CEM.
Semana 4: Linces UVM 12 - 07 Frailes UT.
Semana 5: Borregos Salvajes ITESM CCM 10 - 17 Frailes UT.
Semana 6: Águilas Blancas IPN 07 - 03 Frailes UT.
Semana 7: Frailes UT 28 - 09 Pumas UNAM FES Acatlán.
Semana 8: Frailes UT 24 - 21 Auténticos Tigres UANL.
Semana 9: Frailes UT 16 - 28 Aztecas UDLA.

- 2007: Conferencia de los 12 Grandes, División "José Roberto Espinoza": 3 G - 6 P (HC Héctor Toxqui Cuahuizo).
Semana 1: Frailes UT 52 - 06 Águilas UACh.
Semana 2: Auténticos Tigres UANL 52 - 03 Frailes UT.
Semana 3: Frailes UT 14 - 49 Borregos Salvajes ITESM Monterrey.
Semana 4: Borregos Salvajes ITESM CEM 39 - 00 Frailes UT.
Semana 5: Centinelas CGP 19 - 22 Frailes UT.
Semana 6: Frailes UT 07 - 16 Linces UVM.
Semana 7: Frailes UT 25 - 17 Águilas Blancas IPN.
Semana 8: Aztecas UDLA 24 - 07 Frailes UT.
Semana 9: Borregos Salvajes ITESM Toluca 51 - 10 Frailes UT.

- 2008: Conferencia del Centro:  4 G - 4 P y 0 G - 1 P en postemporada (HC Héctor Toxqui Cuahuizo).
Temporada: 4 G - 4 P.
Semana 1: Linces UVM 14 - 00 Frailes UT.
Semana 2: Frailes UT 21 - 14 Burros Blancos IPN.
Semana 3: Bye.
Semana 4: Bye.
Semana 5: Pumas UNAM CU 63 - 13 Frailes UT.
Semana 6: Pumas UNAM FES Acatlán 10 -  36 Frailes UT.
Semana 7: Frailes UT 11 - 09 Centinelas CGP.
Semana 8: Frailes UT 13 - 07 Linces UVM. (*Primera y única victoria ante este equipo).
Semana 9: Águilas Blancas IPN 31 - 07 Frailes UT.
Semana 10: Bye.
Semana 11: Frailes UT 14 - 22 Pumas UNAM CU.
Postemporada: 0 G - 1 P.
*Semifinal Conferencia del Centro: Pumas UNAM CU 28 - 00 Frailes UT.

- 2009: Conferencia del Centro: 4 G - 5 P (HC Héctor Toxqui Cuahuizo)
A partir de la temporada 2009 hubo una ruptura entre escuelas de institución privada con públicas, lo que derivó en que los equipos representativos de CONADEIP salieran de ONEFA, los cuales regresarían hasta la temporada 2021, Frailes del Tepeyac, aun siendo institución privada se mantendría en ONEFA.
Pretemporada: 2 G - 0 P - 1 E.
Scrimmage 1: Frailes UT 34 - 02 Frailes Master.
Scrimmage 2: Frailes UT 07 - 07 Pumas UNAM FES Acatlán.
Scrimmage 3: Toros Salvajes UACh 08 - 41 Frailes UT.
Temporada: 4 G - 5 P.
Semana 1: Potros Salvajes UAEM 06 -  28 Frailes UT.
Semana 2: Frailes UT 07 - 00 Jaguares UR.
Semana 3: Pumas UNAM CU 34 - 00 Frailes UT.
Semana 4: Burros Blancos IPN 14 - 18 Frailes UT.
Semana 5: Frailes UT 26 - 16 Leones UA Cancún.
Semana 6: Frailes UT 21 - 31 Águilas Blancas IPN.
Semana 7: Frailes UT 24 - 42 Auténticos Tigres UANL.
Semana 8: Linces UVM 14 - 10 Frailes UT.
Semana 9: Aztecas UDLA 51 - 21 Frailes UT.
Semana 10: Bye.

- 2010: Conferencia del Centro: 3 G - 5 P (HC Héctor Toxqui Cuahuizo)
Pretemporada: 2 G - 0 P.
Scrimmage 1: Pumas UNAM FES Acatlán 21 - 13 Frailes UT.
Scrimmage 2: Toros Salvajes UACh 00 -  54 Frailes UT.
Temporada: 3 G - 5  P.
Semana 1: Frailes UT 31 - 10 Potros Salvajes UAEM.
Semana 2: Correcaminos UAT Reynosa 14 - 41 Frailes UT.
Semana 3: Frailes UT 14 - 30 Linces UVM.
Semana 4: Frailes UT 14 - 21 Burros Blancos IPN.
Semana 5: Leones UA Cancún 14 - 35 Frailes UT.
Semana 6: Águilas Blancas 42 - 24 Frailes UT.
Semana 7: Bye.
Semana 8: Frailes UT 21 - 38 Pumas UNAM CU.
Semana 9: Auténticos Tigres 69 - 21 Frailes UT.
Semana 10: Bye.
- 2011: Conferencia de los 8 Grandes: 3 G -  5 P (HC Luis Manuel Silva).
Semana 1: Frailes UT 27 - 00 Toros Salvajes UACh.
Semana 1: Frailes UT 27 - 00 Toros Salvajes UACh.
Semana 2: Frailes UT 34 - 00 Correcaminos UAT Victoria.
Semana 3: Linces UVM 28 - 13 Frailes UT.
Semana 4: Centinelas CGP 06 - 27 Frailes UT.
Semana 5: Frailes UT 12 - 31 Auténticos Tigres UANL.
Semana 6: Pumas UNAM CU 37 - 10 Pumas CU.
Semana 7: Burros Blancos IPN 24 - 17 Frailes UT.
Semana 8: Frailes UT 06 - 09 Águilas Blancas IPN. 

- 2012: Conferencia de los 8 Grandes: 2 G - 6 P (HC Gustavo "Ratero" Islas Romo).
Semana 1: Toros Salvajes UACh 00 - 34 Frailes UT.
Semana 2: Auténticos Tigres UANL 35 - 06 Frailes UT (*Partido suspendido en el tercer cuarto por conato de violencia entre jugadores). 
Semana 3: Frailes UT 17 - 14 Centinelas CGP (Tiempo Extra). 
Semana 4: Frailes UT 15 - 49 Pumas UNAM CU. 
Semana 5: Frailes UT 00  - 21 Linces UVM. 
Semana 6: Águilas UACh 28 - 12 Frailes UT.
Semana 7: Águilas Blancas IPN 31 -  06 Frailes UT.
Semana 8: Frailes UT 14 - 28 Burros Blancos IPN. 
Semana 9: Bye.   
Semana 10: Bye.                        

- 2013: Conferencia de los 8 Grandes: 3 G - 5 P (HC Joaquín "Cobra" Juárez).
Semana 1: Bye. 
Semana 2: Halcones UV 00 - 07 Frailes UT.
Semana 3: Linces UVM 20 -  07 Frailes UT.
Semana 4: Centinelas CGP 07 - 14 Frailes UT.
Semana 5: Frailes UT 13 - 14 Águilas UACh. 
Semana 6: Burros Blancos 23 - 00 Frailes UT.
Semana 7: Pumas UNAM CU 62 - 07 Frailes UT.
Semana 8: Frailes UT 20 - 17 Águilas Blancas IPN (Tiempo Extra). 
Semana 9: Frailes UT 14 - 28 Auténticos Tigres UANL. 
Semana 10: Bye.

- 2014: Conferencia de los 8 Grandes: 1 G - 6 P (HC Joaquín "Cobra" Juárez).
Semana 1: Frailes UT 07 - 30 Linces UVM.
Semana 2: Frailes UT 14 - 07 Centinelas CGP.
Semana 3: Águilas UACh 47 - 00 Frailes UT.
Semana 4: Frailes UT 10 - 16 Burros Blancos IPN.
Semana 5: Frailes UT 00  - 59 Pumas UNAM CU.
Semana 6: Águilas Blancas IPN 10 - 07 Frailes UT.
Semana 7: Auténticos Tigres UANL 92 - 00 Frailes UT.
Semana 8: Bye.
Semana 9: Bye.

- 2015: Grupo Blanco: 2 G - 6 P (HC Horacio Juárez).
A partir de la temporada 2015, la ONEFA creó 3 grupos: Verde, Blanco y Rojo y debido al pobre resultado de Frailes el año anterior (1 G - 6 P), el equipo del Tepeyac jugó en el Grupo Blanco (o Grupo Dos) contra equipos que normalmente eran clasificados años atrás como pertenecientes a la "Conferencia Nacional" o "Conferencia de Ascenso".
Semana 1: Frailes UT 27 - 00 Halcones UV.
Semana 1: Frailes UT 27 - 00 Halcones UV.
Semana 2: Burros Blancos IPN 24 - 07 Frailes UT.
Semana 3: Lobos UAC 41 - 07 Frailes UT.
Semana 4: Frailes UT 09 - 13 Pumas UNAM FES Acatlán.
Semana 5: Pumas UNAM CU 66 - 00 Frailes UT.
Semana 6: Frailes UT 21 - 31 Leones UA Cancún.
Semana 7: Centinelas CGP 14 - 28 - Frailes UT.
Semana 8: Frailes UT 19 - 24 Potros Salvajes UAEM.

- 2016: Grupo Banco: 1 G - 8 P (HC: Horacio Juárez).
Semana 1: Halcones UV 02 - 06 Frailes UT.
Semana 2: Bye.
Semana 3: Borregos Salvajes ITESM Guadalajara 41 - 07 Frailes UT.
Semana 4: Frailes UT 12 - 53 Burros Blancos IPN.
Semana 5: Frailes UT 14 - 45 Lobos UAC.
Semana 6: Pumas UNAM FES Acatlán 28 - 18 Frailes UT.
Semana 7: Frailes UT 07 - 56 Pumas UNAM CU.
Semana 8: Leones UA Cancún 46 - 21 Frailes UT.
Semana 9: Toros Salvajes UACh 29 - 19 Frailes UT.
Semana 10: Potros Salvajes UAEM 49 - 14 Frailes UT.

- 2017: Grupo Banco:  1 G -  6 P (HC: Adán "Petus" Tapia).
Pretemporada: 0 G - 1 P - 1 E.
Scrimmage 1: Frailes UT 33  - 21 Tecos UAG.
Scrimmage 2: Águilas Blancas IPN 00 - 00 Frailes UT.
Temporada: 1 G - 6 P.
Semana 1: Frailes UT 14 - 18 Potros Salvajes UAEM.
Semana 2: Frailes UT 06 - 61 Burros Blancos IPN.
Semana 3: Leones UA Querétaro 06 - 18 Frailes UT.
Semana 4: Bye.
Semana 5: Lobos UAC 31 -  19 Frailes UT.
Semana 6: Bye.
Semana 7: Frailes UT 18 - 30 Pumas UNAM FES Acatlán.
Semana 8: Frailes UT 13 - 20 Toros Salvajes UACh.
Semana 9: Frailes UT 15 - 16 Leones UA Cancún.

- 2018: Grupo Blanco: 3 G -  3 P (+ 2 Intergrupos) y 1 G - 1 P en postemporada logrando el subcampeonato (HC: Adán "Petus" Tapia Gómez).
Pretemporada: 0 G - 1 P.
Scrimmage 1: Aztecas UDLA 21 - 00 Frailes UT.
Temporada: 3 G - 3 P.
Semana 1: Potros Salvajes UAEM 40 - 21 Frailes UT.
Semana 2: Frailes UT 14 - 39 Linces UVM (*Juego Intergrupos).
Semana 3: Frailes UT 30 - 00 Leones UA Querétaro.
Semana 4: Bye.
Semana 5: Burros Blancos IPN 52 - 21 Frailes UT (*Juego Intergrupos).
Semana 6: Frailes UT 24 - 20 Lobos UAC.
Semana 7: Pumas UNAM FES Acatlán 10 - 07 Frailes UT.
Semana 8: Toros Salvajes UACh 14 - 17 Frailes UT.
Semana 9: Leones UA Cancún 21 - 03 Frailes UT.
Postemporada: 1 G - 1 P.
Postemporada: 1 G - 1 P.
*Semifinal Grupo Blanco: Potros Salvajes UAEM 09 - 14 Frailes UT.
**Final Grupo Blanco: Frailes UT 14  - 24 Lobos UAC.

- 2019: Grupo Blanco: 5 G -  3 P (HC: Adán "Petus" Tapia Gómez).
Pretemporada: 0 G - 4 P.
Scrimmage 1: Borregos Salvajes ITESM CEM 27 - 07 Frailes UT.
Scrimmage 2: Leones UAMN 41 - 07 Frailes UT.
Scrimmage 2: Águilas Blancas 34 - 06 Frailes UT
Scrimmage 3: Aztecas UDLA 21 - 07 Frailes UT (Sólo se jugó medio partido).
Temporada: 5 G - 3 P.
Semana 1: Frailes UT 24 - 31 Leones UA Cancún.
Semana 2: Halcones UV 14 - 34 Frailes UT.
Semana 3: Lobos BUAP 03 - 25 Frailes UT.
Semana 4: Frailes UT 44 - 14 Toros Salvajes UACh.
Semana 5: Leones UA Querétaro 13 - 30 Frailes UT.
Semana 6: Frailes UT 27 - 30 Pumas UNAM FES Acatlán (Tiempo Extra).
Semana 7: Frailes UT 30 - 24 Tecos UAG.
Semana 8: Lobos UAC 35 - 00 Frailes UT.

- 2020: No hubo temporada debido a la Pandemia de Covid-19 (HC: Adán "Petus" Tapia Gómez).
- 2021: No participaron en el Grupo Centro Sur de la Conferencia Nacional debido a la continuidad de la Pandemia de Covid-19 y falta de recursos financieros (HC: Adán "Petus" Tapia Gómez).

- 2022: Conferencia Centro: 5 G -  3 P (HC: Adán "Petus" Tapia Gómez).
Temporada: 5 G - 3 P.
Semana 1: Red Wolves Arkansas Querétaro 00 - 21 Frailes UT.
Semana 2: Panteras Siglo XXI 07 - 17 Frailes UT.
Semana 3: Tecos UAG 38- 28 Frailes UT.
Semana 4: Frailes UT 26 - 14 Halcones UV
Semana 5: Búhos IPN-ESM 16 - 06 Frailes UT.
Semana 6: Frailes UT 14 - 21 Leones UA Querétaro
Semana 7: Bye.
Semana 8: Frailes UT 24 - 03 Toros Salvajes UACh.
Semana 9: Frailes UT 50 - 13 Lobos ULM.
Postemporada: 1 G - 1 P.
*Semifinal Conferencia Centro: 05.11.2022 - Estadio 3 de marzo, Guadalajara, Jalisco: Tecos UAG 07 - 19 Frailes UT.
**Final Conferencia Centro: 12.11.2022 - Casco de Santo Tomás IPN-ESCA: Búhos IPN-ESM 20 - 17 Frailes UT (*Series Extra).

- 2023: Conferencia Nacional: 6 G -  2 P (HC: Adán "Petus" Tapia Gómez / *No clasificaron a postemporada).
Semana 0 - 02.09.2023 - Estadio MCA Jaime Labastida Islas: Frailes UT 23 - 28 Búhos IPN-ESM.
Semana 1 - 09.09.2023 - Estadio MCA Jaime Labastida Islas:  Frailes UT 33 - 00 Lobos BUAP.
Semana 2 - 16.09.2023 - Campo de los Sueños, Xalapa, Veracruz: Halcones UV 14 - 19 Frailes UT.
Semana 3 - 22.09.2023 - Estadio Palomo Ruíz Tapia, Chapingo, Estado de México: Toros Salvajes UACh 21 - 27 Frailes UT.
Semana 4 - Bye.
Semana 5 - 07.10.2023 - Campo Coliseo Maya, Cancún, Quintana Roo: Leones UA Cancún 38 - 40 Frailes UT.
Semana 6 - 14.10.2023 - Estadio MCA Jaime Labastida Islas: Frailes UT 35 - 08 Jaguares UTECI.
Semana 7 - Bye.
Semana 8 - 28.10.2023 - Estadio Wilfrido Massieu, IPN, Zacatenco: Búhos IPN-ESM 24 - 21 Frailes UT.
Semana 9 - 04.11.2023 - Estadio MCA Jaime Labastida Islas: Frailes UT 35 - 13 Lobos BUAP.

- 2024: Conferencia Nacional Centro: 0 G -  0 P (HC: Adán "Petus" Tapia Gómez).
Pretemporada: 0 G - 0 P - 1 E.
Scrimmage 1 - 17.08.2024 - Estadio MCA Jaime Labastida Islas: Frailes UT 24 - 24 Lobos ULM.
Temporada: 3 G - 4 P.
Semana 1 - 07.09.2024 - Estadio Wilfrido Massieu, IPN, Zacatenco: Búhos IPN-ESM 30 - 29 Frailes UT (Series Extra).
Semana 2 - 14.09.2024 - Campo Olimpo Naranja, Querétaro, Querétaro: Leones UA Querétaro 14 - 03 Frailes UT.
Semana 3 - 21.09.2024 - Estadio Jaime Labastida Islas: Frailes UT 23 - 09 Toros Salvajes UACh.
Semana 4 - 28.09.2024 - Estadio Juan Josafat Pichardo, Toluca, Estado de México: Potros Salvajes UAEM 33 - 17 Frailes UT.
Semana 5 - 05.10.2024 - Campo La Fortaleza, Toluca, Estado de México: Panteras Siglo XXI 07 - 14 Frailes UT.
Semana 6 - 12.10.2024 - Estadio Jaime Labastida Islas: Frailes UT 14 - 07 Leones UA Cancún.
Semana 7 - 19.10.2024 - Estadio Jaime Labastida Islas: Frailes UT 20 - 22 Potros ITSON (*Primer encuentro histórico entre ambos equipos).
Semana 8 - 26.10.2024 - Estadio Jaime Labastida Islas: Frailes UT 00 - Halcones UV.
Semana 9 - Bye.